# 東盟之路
《東盟之路》（英語：The ASEAN Way），為東南亞國家聯盟（東盟）的會歌。由泰國填詞人帕永·瓦莱帕拉（泰語： Phayom Walaiphatchara）填詞，泰國作曲家吉迪坤·索巴色（泰語： Kittikhun Sotprasoet）和讪保·代乌东（泰語： Samphao Trai-u-dom）聯合作曲，於2008年11月20日被定為東盟會歌，詞意關於東盟十國對東盟將來的美好願景。

## 歷史
2008年，東盟舉辦會歌創作比賽，選擇一首歌曲取代當時的東盟非官方會歌《東盟頌歌》。在歌曲長度最長為一分鐘、以英語演唱、原創和反映東盟特色的前提之下，東盟各成員國可選出20首作為候選歌曲。經東盟成員國及來自中華人民共和國、日本和澳洲的評判評審後，在2008年11月20日一致通過以《東盟之路》作為東盟會歌，並在2009年2月28日在泰國華欣舉行的東盟峰會上首次演奏。

## 外部連結
- 東南亞國家聯盟官方網站-東盟會歌 （页面存档备份，存于）